# Pseudostegias hapalogasteri
Pseudostegias hapalogasteri är en kräftdjursart som beskrevs av Sueo M. Shiino 1950. Pseudostegias hapalogasteri ingår i släktet Pseudostegias och familjen Bopyridae. Inga underarter finns listade i Catalogue of Life.